# AsiaStar
O AsiaStar é um satélite de comunicação geoestacionário construído pela Alcatel Space e Astrium. Ele está localizado na posição orbital de 105 graus de longitude leste e que foi operado na maior parte de sua vida útil pela 1worldspace e posteriormente adquirido pela New York Broadband LLC. O satélite foi baseado na plataforma Eurostar-2000+ e sua expectativa de vida útil era de 12 anos.

## História
O AsiaStar faz parte de uma série de satélites de telecomunicações operados pela 1orldspace Corporation, organização sediada nos Estados Unidos com entrega de serviços de comunicações de áudio e multimédia digitais via satélite direto para mercados emergentes e carentes do mundo, incluindo a África, Oriente Médio, Ásia, América Latina e Caribe. O sistema operacional, que transmitia áudio, texto e imagens para um público de mais de 4,6 bilhão de pessoas em todo o mundo usando uma nova geração de receptores portáteis de baixo custo, a frota da empresa conta com dois satélites, o AfriStar, lançado em 1998, e AsiaStar, lançado em 2000. A construção de um terceiro satélite - chamado inicialmente de CaribStar, depois AmeriStar e agora AfriStar 2 - já foi concluído, mas o lançamento é agora improvável. O quarta, o WorldStar 4, foi originalmente planejado como back-up, e chegou ser parcialmente concluído, mas posteriormente foi cancelado. Algumas das peças construídas foram reutilizadas (principalmente o sistema de propulsão) para outros projetos, outras foram descartadas.
O satélite foi adquirido pelo no final de 2014 pela New York Broadband LLC como um espaço reservado e está sendo usado para proteger a posição orbital para o futuro satélite Silkwave 1 (NYBBSat 1), que está programado para ser lançado em 2018.

## Lançamento
O satélite foi lançado com sucesso ao espaço no dia 21 de março de 2000 às 23:28 UTC, por meio de um veículo Ariane-5G a partir do Centro Espacial de Kourou, na Guiana Francesa, juntamente com o satélite INSAT-3B. Ele tinha uma massa de lançamento de 2750 kg.

## Capacidade e cobertura
O AsiaStar é equipado com 3 transponders em banda L para fornecer comunicação de áudio e multimídia digital para a África, Oriente Médio, Ásia, América Latina e Caribe.